# Quantum E-Series
Quantum E-Series – elektryczny mikrosamochód produkowany pod boliwijską marką Quantum od 2019 roku.

## Historia i opis modelu
Oficjalna prezentacja pierwszego w historii boliwijskiej gospodarki samochodu rodzimej produkcji odbyła się w kwietniu 2019 roku, razem z inauguracją działalności przedsiębiorstwa Quantum Motors. Model E-Series przyjął postać niewielkiego, 3-drzwiowego hatchbacka o smukłej, wąskiej i wysokiej sylwetce nadwozia. Kształt nadwozia podyktowany jest dostosowaniem do warunków jazdy po wąskich, zatłoczonych ulicach miast Ameryki Łacińskiej, na czele z La Paz - gęsto zaludnioną stolicą Boliwii.
Nazwa pojazdu różni się w zależności od wariantu napędowego: podstawowy nazywa się E2, kolejny E3 oraz E3M, z kolei topowa odmiana charakteryzująca się najmocniejszym silnikiem elektrycznym oraz największą baterią nosi nazwę E4.

### Sprzedaż
Sprzedaż serii elektrycznych mikrosamochodów Quantum rozpoczęła się tuż po uruchomieniu produkcji w boliwijskim Cochabamba we wrześniu 2019 roku. Początkowo obejmując rodzimy rynek, w 2020 roku poszerzono zasięg także o Peru, Paragwaj oraz Salwador. W 2022 rozpoczęła się do tego produkcja oraz sprzedaż w kolejnym latynoamerykańskim kraju, Meksyku. Tam oferta będzie ograniczona do podstawowego Quantum E2.

### Dane techniczne
Podstawowe Quantum E2 napędza silnik elektryczny o mocy 2,8 KM, pozwalając się rozpędzić do 45 km/h i przejechać na jednym ładowaniu 45 kilometrów. Odmiana E3 i E3M posiadają z kolei motor o mocy 4 KM, rozpędzają się do 55 km/h, a na jednym ładowaniu mogą przejechać odpowiednio 55 lub 60 kilometrów. Topowe Quantum E4 posiada slnik o mocy 5,3 KM, rozpędza się do 55 km/h i na jednym ładowaniu oferuje do 65 kilometrów zasięgu.